# تپه اسد خانی
تپه اسد خانی مربوط به دوران‌های تاریخی پس از اسلام است و در شهرستان بروجرد، بخش مرکزی، روستای اسدخانی واقع شده و این اثر در تاریخ ۱۲ بهمن ۱۳۸۱ با شمارهٔ ثبت ۷۱۴۵ به‌عنوان یکی از آثار ملی ایران به ثبت رسیده است.